# Balnot-sur-Laignes
Balnot-sur-Laignes és un municipi francès situat al departament de l'Aube i a la regió del Gran Est. L'any 2007 tenia 159 habitants.

## Demografia

### Població
El 2007 la població de fet de Balnot-sur-Laignes era de 159 persones. Hi havia 60 famílies de les quals 12 eren unipersonals (12 dones vivint soles i 12 dones vivint soles), 24 parelles sense fills, 20 parelles amb fills i 4 famílies monoparentals amb fills.
La població ha evolucionat segons el següent gràfic:
Habitants censats

### Habitatges
El 2007 hi havia 93 habitatges, 63 eren l'habitatge principal de la família, 11 eren segones residències i 19 estaven desocupats. Tots els 93 habitatges eren cases. Dels 63 habitatges principals, 55 estaven ocupats pels seus propietaris, 4 estaven llogats i ocupats pels llogaters i 4 estaven cedits a títol gratuït; 2 tenien dues cambres, 6 en tenien tres, 13 en tenien quatre i 42 en tenien cinc o més. 58 habitatges disposaven pel capbaix d'una plaça de pàrquing. A 29 habitatges hi havia un automòbil i a 32 n'hi havia dos o més.

### Piràmide de població
La piràmide de població per edats i sexe el 2009 era:
| Homes | Edats   | Dones |
| ----- | ------- | ----- |
| 0     | 95 o +  | 0     |
| 0     | 90 a 94 | 0     |
| 0     | 85 a 89 | 0     |
| 4     | 80 a 84 | 4     |
| 4     | 75 a 79 | 0     |
| 4     | 70 a 74 | 4     |
| 8     | 65 a 69 | 4     |
| 4     | 60 a 64 | 4     |
| 8     | 55 a 59 | 8     |
| 4     | 50 a 54 | 4     |
| 0     | 45 a 49 | 4     |
| 12    | 40 a 44 | 8     |
| 8     | 35 a 39 | 12    |
| 0     | 30 a 34 | 8     |
| 0     | 25 a 29 | 0     |
| 4     | 20 a 24 | 4     |
| 4     | 15 a 19 | 8     |
| 12    | 10 a 14 | 8     |
| 16    | 5 a 9   | 8     |
| 4     | 0 a 4   | 0     |

## Economia
El 2007 la població en edat de treballar era de 102 persones, 81 eren actives i 21 eren inactives. De les 81 persones actives 78 estaven ocupades (42 homes i 36 dones) i 3 estaven aturades (1 home i 2 dones). De les 21 persones inactives 6 estaven jubilades, 10 estaven estudiant i 5 estaven classificades com a «altres inactius».

### Ingressos
El 2009 a Balnot-sur-Laignes hi havia 64 unitats fiscals que integraven 172 persones, la mediana anual d'ingressos fiscals per persona era de 27.972 €.

### Activitats econòmiques
Dels 11 establiments que hi havia el 2007, 4 eren d'empreses alimentàries, 1 d'una empresa de fabricació d'altres productes industrials, 2 d'empreses de comerç i reparació d'automòbils, 2 d'empreses d'hostatgeria i restauració i 2 d'empreses immobiliàries.
Dels 2 establiments de servei als particulars que hi havia el 2009, 1 era un taller de reparació d'automòbils i de material agrícola i 1 restaurant.
L'any 2000 a Balnot-sur-Laignes hi havia 44 explotacions agrícoles que ocupaven un total de 150 hectàrees.

## Poblacions més properes
El següent diagrama mostra les poblacions més properes.